# WhoSampled
WhoSampled（フーサンプルド）はサンプリングを使った音楽やサンプリング元の音楽、打ち込みを使った音楽、カバー曲、リミックス曲などの情報を集めたウェブサイトおよびアプリケーションである。2024年11月時点で、111万4千曲と34万2千人の情報が掲載されている。

## 歴史
ナダヴ・ポラズは音楽サンプルとカバー曲を把握するために2008年にイギリスのロンドンでサイトを立ち上げた。モバイル版は2012年に、iphoneとAndroid向けの版は2014年にそれぞれ発表された。そのサイトの情報は利用者が自由に編集が可能な仕組みで、変更が反映される前にモデレーターが確認を行う。2024年時点でサイト内で一番サンプリングされたトラックはザ・ウィンストンズの『アーメン、ブラザー』で、これは音楽史で一番サンプリングされたドラムソロであり、6,600曲以上の曲にサンプリングされている。2015年には映画とテレビ番組の切り抜きのための支援を追加した。その翌年、Spotifyと連携を組みアーティストやプロデューサー、トラックなどの関係から調べられるゲームから着想を得た六次の隔たりという意味の6Dを導入した。2017年にはKPMミュージックやアブレトンと事業連携を組み、ロンドンのポイント・ブランク・スタジオで第三回「Samplethon（サンプルソン）」コンペティションを開催した。